# Герб Тересви
Герб Тересви Затверджений рішенням сесії селищної ради.

## Опис
У золотому щиті з зеленою опуклою базою поверх всього зелений дуб з такими ж листами і жолудями, підтримуваний справа чорним повсталим вовком з червоними очима, іклами, язиком і кігтями, а зліва - червоним повсталим лисом з чорними кігтями.